# Diego Álvarez Chanca
Cet article concerne le Dr Diego Álvarez Chanca. Pour un ancien peuple d'Amérique du Sud précolombienne, voir Chancas.
Diego Álvarez Chanca (dates de naissance et de décès inconnues) est un médecin espagnol, chirurgien de la flotte de Christophe Colomb lors de son deuxième voyage de 1493 à 1496.

## Biographie
Il est médecin ordinaire de la maison de Ferdinand II d'Aragon et d'Isabelle Ire de Castille. Du fait de ses compétences et de son expérience, il est désigné par la Couronne pour accompagner Christophe Colomb en 1493.
Peu de temps après son arrivée sur les côtes de l'île d'Hispaniola, le Dr Chanca prouve son habileté en tant que médecin en traitant avec succès Christophe Colomb et d'autres membres de son entourage d'une crise de paludisme.
C'est sur ses conseils qu'est choisi l'emplacement du premier établissement de Christophe Colomb sur les terres du Nouveau Monde. Cet emplacement sera appelé « Isabella » en l'honneur de la reine. Là, Chanca, après seulement trois mois d'observation, écrit une lettre au conseil municipal de sa ville natale, premier document décrivant la flore, la faune, l'ethnologie et l'ethnographie d'Amérique. Le texte a été publié en 1825 par Martín Fernández de Navarrete (1765-1844). Le chroniqueur Andrés Bernáldez (es) (1450-1513) l'évoque également.
À son retour en Espagne, Chanca publie en 1506 un traité de  médecine intitulé Para curar el mal de Costado (Le traitement de la pleurésie).
En 1514, il publie un ouvrage en latin Commentum novum paraboles divi Arnaldi de Villanova critiquant le livre d'Arnau de Vilanova intitulé De conservanda juventute et retardanda senectute.